# Kazimierz Benz
Kazimierz Benz (ur. 29 października 1899 w Nieżywięciu, zm. 5 maja 1957) – pułkownik dyplomowany pilot Wojska Polskiego, żołnierz Polskich Sił Zbrojnych. Dowódca 142. eskadry myśliwskiej, 41. eskadry liniowej, 43. eskadry towarzyszącej oraz dywizjonu 307. Uczestnik I wojny światowej, wojny polsko-bolszewickiej oraz II wojny światowej. Kawaler Orderu Virtuti Militari.

## Życiorys
Urodził się 29 października 1899 we wsi Nieżywięć, w ówczesnym powiecie brodnickim Prus Zachodnich, w rodzinie Jana i Heleny z Matuszkiewiczów. Uczył się początkowo w gimnazjum filologicznym w Brodnicy. Po ukończeniu klasy czwartej przeniósł się do gimnazjum w Kwidzynie. W 1916 został powołany do służby w armii niemieckiej i skierowany na front zachodni, gdzie walczył jako żołnierz 2 Pułku Piechoty Gwardii z Berlina. Został ciężko ranny pod Château-Thierry i skierowany na leczenie do szpitala we Frankfurcie nad Menem. Ze służby z armii niemieckiej został zwolniony we wrześniu 1918. 25 maja 1919 zgłosił się do służby w odrodzonym Wojsku Polskim i otrzymał przydział do szwadronu technicznego 1 pułku szwoleżerów. W jego składzie wziął udział w wojnie polsko-bolszewickiej. Po zakończeniu działań wojennych pozostał w Wojsku Polskim. 30 czerwca 1921 został odznaczony krzyżem „Virtuti Militari” V klasy.
Z dniem 2 stycznia 1924 został odkomenderowany z macierzystego pułku do Szkoły Pilotów w Bydgoszczy, w charakterze ucznia. W tym samym roku ukończył Wyższą Szkołę Pilotów w Grudziądzu i otrzymał przydział do 3. pułku lotniczego, w 1925 został przeniesiony do 4. pułku lotniczego. W 1926 zajął się organizacją 124. eskadry myśliwskiej i objął jej dowództwo. W kolejnych latach eskadra została przemianowana na 116. eskadrę myśliwską, a następnie na 142. eskadrę myśliwską. Dowodzenie eskadrą zdał 1 stycznia 1929 i zajął się organizacją 43. eskadry towarzyszącej, objął również nad nią dowództwo. W październiku 1930 objął stanowisko dowódcy dywizjonu szkolnego 4. pułku lotniczego i sprawował je do czerwca 1931. 12 lutego 1934 objął dowództwo nad 41. eskadrą liniową. 27 czerwca 1935 prezydent RP nadał mu stopień majora z dniem 1 stycznia 1935 i 21. lokatą w korpusie oficerów aeronautyki.
19 lipca 1937 objął dowództwo nad Samodzielnym Dywizjonem Doświadczalnym Lotnictwa i zajmował to stanowisko do 10 listopada 1938. W 1939 ukończył Wyższą Szkołę Lotniczą i w lipcu został szefem Sztabu 1 Grupy Lotniczej. Po wybuchu II wojny światowej służył jako oficer techniki i zaopatrzenia lotnictwa Armii „Modlin”. Po zakończeniu kampanii wrześniowej przedostał się przez Rumunię do Francji i został dowódcą dywizjonu lotniczego w Lyonie.
Po upadku Francji przedostał się do Wielkiej Brytanii i wstąpił do Polskich Sił Powietrznych, otrzymał numer służbowy RAF P-0991. Służył w Inspektoracie PSP, następnie został przeniesiony do dywizjonu 307. 16 października 1940 objął dowództwo nad tym dywizjonem. Dowodzenie jednostką zdał 14 listopada 1940.
W późniejszym okresie był szefem Oddziału Personelu w Dowództwie Sił Powietrznych w Londynie. Wojnę zakończył w stopniu pułkownika dyplomowanego pilota. Po wojnie pozostał na emigracji, początkowo mieszkał w Londynie, następnie przeniósł się do Kanady. Zmarł 5 maja 1957, został pochowany na Old Cemetery w Drayton Valley.

## Życie prywatne
Był żonaty, miał syna Tadeusza Wacława (ur. 19 sierpnia 1925) i córkę Jadwigę Danutę (ur. 22 października 1926).

## Ordery i odznaczenia
- Krzyż Srebrny Orderu Wojskowego Virtuti Militari nr 2977[1] – 30 czerwca 1921[5]
- Krzyż Walecznych czterokrotnie[4]
- Medal Lotniczy czterokrotnie[16]
- Srebrny Krzyż Zasługi – 1934 „za zasługi na polu wyszkolenia wojska”[22]
- Medal Pamiątkowy za Wojnę 1918–1921[23]
- Medal Dziesięciolecia Odzyskanej Niepodległości[23]
- Odznaka Pilota nr 680 – 25 września 1924[24]
- łotewski Medal Pamiątkowy 1918-1928 – 28 czerwca 1930[25][23]